# Rose blanche d'York

La Rose blanche d'York, emblème de la maison d'York.

La rose blanche d'York (aussi appelée rose albâtre ou rose argentée) est une rose héraldique, emblème de la maison d'York et, depuis, emblème floral du comté du Yorkshire en Angleterre.
Traditionnellement, l'origine de l'emblème remonte au XIVe siècle, à Edmond de Langley, premier Duc d'York et fondateur de la maison d'York en tant que branche cadette de la maison Plantagenêt, alors régnante.

## Source
- (en) Cet article est partiellement ou en totalité issu de l’article de Wikipédia en anglais intitulé « White Rose of York » (voir la liste des auteurs).